# Estenofil·lanina A
L'estenofil·lanina A és una el·lagitanina. Es pot trobar a Cowania mexicana, Coleogyne ramosissima i Quercus stenophylla.